# Mykyta Ševčenko
Mykyta Ruslanovyč Ševčenko (in ucraino Микита Русланович Шевченко?; Horlivka, 26 gennaio 1993) è un calciatore ucraino, portiere dell'Oleksandrija.

## Carriera

### Club
Cresciuto nelle giovanili dello Šachtar, viene mandato dapprima in prestito all'Illyčivec' Mariupol' (senza scendere mai in campo), poi allo Zorja Luhans'k fino al 2016, esordendo così in Prem"jer-liha.

### Nazionale
Dal 2008 al 2013, anno del suo esordio nell'Under-21, ha giocato in tutte le nazionali giovanili ucraine.
Viene convocato per la prima volta in Nazionale maggiore nel novembre del 2014, in occasione delle partite contro Lussemburgo (valevole per le qualificazioni al campionato europeo) e Lituania (amichevole), senza tuttavia scendere in campo.
Viene convocato per gli Europei 2016 in Francia.

## Palmarès

### Competizioni nazionali
- Supercoppa d'Ucraina: 2

Šachtar: 2012, 2017
- Campionato ucraino: 3

Šachtar: 2012-2013, 2016-2017, 2017-2018
- Coppa d'Ucraina: 3

Šachtar: 2012-2013, 2016-2017, 2017-2018